# Kim Sang-Kyu
Kim Sang-Kyu (Corea del Sur, 20 de mayo de 1960) es un deportista surcoreano retirado especialista en lucha grecorromana donde llegó a ser medallista de bronce olímpico en Seúl 1988.

## Carrera deportiva
En los Juegos Olímpicos de 1988 celebrados en Seúl ganó la medalla de bronce en lucha grecorromana de pesos de hasta 82 kg, tras el luchador soviético Mikhail Mamiashvili (oro) y el húngaro Tibor Komáromi (plata).